# وحدات إنجليزية
وحدات إنجليزية هي وحدات قياس تاريخية في العصور الوسطى لإنجلترا وهي مزج بين وحدات قياس أنجلوسكسونيون ووحدات قياس الرومان القديمة. وتم إعادة تعريفها في إنجلترا عام 1824 من قبل قانون الأوزان والمقاييس، التي احتفظت بكثير منها لكن بعض الوحدات لم تعرف باسمها وأيضاً مع تغيير طفيف في القيم. وفي عصر السبعينيات من القرن الـ20 تم إتخاذها من قبل النظام العالمي للوحدات كمجموعة فرعية من النظام المتري.

## المقاييس

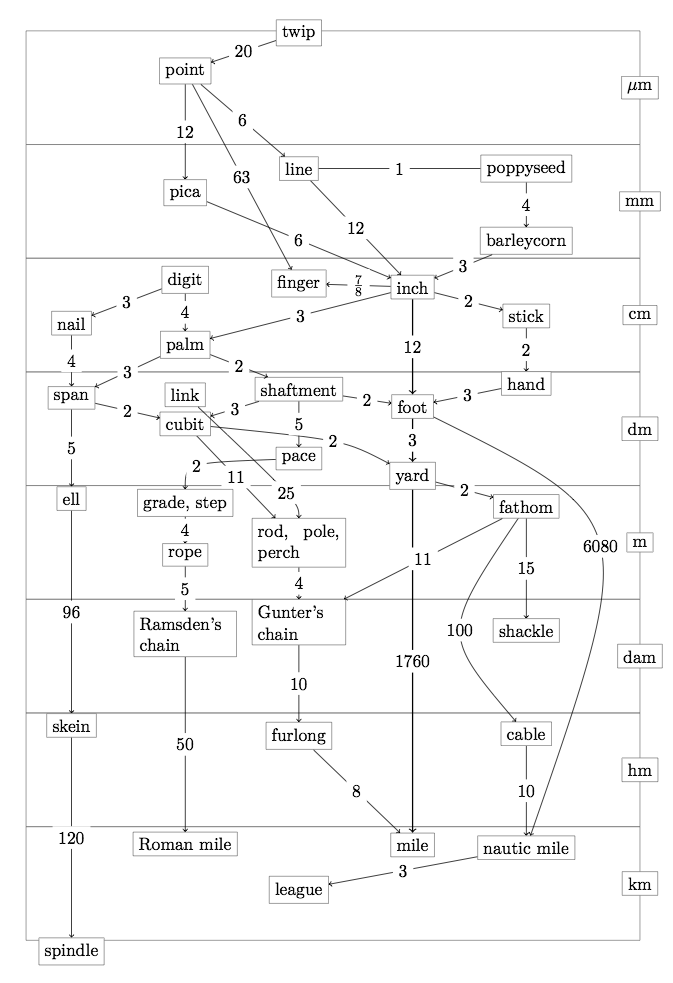
رسم بياني يوضح العلاقات بين وحدات القياس.

بذرة الخشخاش1⁄4 بذرة الشعير
الخط1⁄4 بذرة الشعير
بذرة الشعيروحدة قياس أنجلوسكسونيون أساسية، تمثل طول بذرة الشعير، والتي من خلالها تم تعريف أبعاد البوصة. يعتبر التعريف القانوني للبوصة = 3 بذور شعير 1 بوصة في العديد من القوانين في القرون الوسطى، سواء في إنجلترا أو ويلز
إصبع7⁄8 بوصة
يد4  بوصات
بوصةبوصة أنجلوسكسونيون, 3 بذور شعير. استناداً إلى القوانين الرومانية عام 1066.
ظفر== 21⁄4 بوصة == 1⁄16 ياردة
كف3 بوصات
قدمعادة تكون 13 بوصات لكن أحياناً في بعض المتغيرات يتم تقصيرها إلى 12 بوصة استناداً للقوانين الرومانية عام 1066
ياردةتم حسابها بعد عام 1066, 3 أقدام = 36 بوصة.
ذراع20 ظفراً = 11⁄4 ياردة أو 45 بوصة. يستخدم عادة في قياس الملابس
ميلتم تقديمها بعد 1066, عُرف الميل الروماني ب 5000 قدم، وفي عام 1592 تم تمديدها إلى 5280 قدم
فرسخعادة 3 أميال. ويعتبر المشي ساعة على أقدام مقياساً للفرسخ.